# Mariya (thần tượng nhí)
Mariya (/ まりあ/ マリア) (3 tháng 6 năm 2000 - ) là một cựu thần tượng nhí người Nhật Bản. Cô sinh ra ở Ōsaka. Cô từng là thành viên trực thuộc Bambina.

## Tiểu sử
Cô là thành viên của ban nhạc Imouto Sisters, bắt đầu sự nghiệp của mình với tư cách là một thần tượng thiếu niên vào năm 2010. Sở thích của cô là chơi trống.
Vào tháng 7 năm 2011, cô thành lập nhóm nhạc nữ BRATS với các thành viên khác trong cùng công ty, bao gồm Kuromiya Rei, Kuromiya Aya và Goto Seira.
Vào tháng 11 năm 2013, cô rời BRATS vì lý do gia đình và đồng thời giã từ sự nghiệp thần tượng nhí.

## Danh sách băng đĩa

### DVD
- たっぷり まりあ (25 tháng 4 năm 2010, IMAX)
- 純真無垢 〜ホワイトレーベル〜 (25 tháng 6 năm 2010, IMAX)
- 純真無垢 〜ホワイトレーベル〜 Part2 (IMAX, 25 tháng 7 năm 2010)
- 純真無垢 〜ホワイトレーベル〜 Part3 (10 tháng 9 năm 2010, IMAX)
- たっぷり まりあ Part2 (10 tháng 12 năm 2010, IMAX)
- 純真無垢 〜ホワイトレーベル〜 Part4 (15 tháng 1 năm 2011, IMAX)
- いもうと目線 まりあとふたりっきり 目線そらすな、ボクの妹…（25 tháng 1 năm 2011, IMAX)
- 純真無垢 〜ホワイトレーベル〜 Part5 (10 tháng 2 năm 2011, IMAX)
- たっぷり スペシャル レオタード編 (IMAX, 10 tháng 4 năm 2011)
- 純真無垢 〜ホワイトレーベル〜 Part6 (10 tháng 6, 2011, IMAX)
- いもうと目線 まりあとふたりっきり 目線そらすな、ボクの妹… Part2 (IMAX, 25 tháng 6 năm 2011)
- ふたり。第3弾 (10 tháng 8 năm 2011, IMAX) với Hijiri Sachi
- ニーハイコレクション 〜絶対領域〜 (IMAX, 10 tháng 8 năm 2011)
- 純真無垢 〜ホワイトレーベル〜 Part7 (10 tháng 11 năm 2011, IMAX)
- ニーハイコレクション 〜絶対領域〜 Part2 (IMAX, 10 tháng 3 năm 2012)
- 純真無垢 特別編 〜アニま～る〜 (IMAX, 10 tháng 5 năm 2012)
- Preteen one vol.05 Innocence (30 tháng 6 năm 2012, Taiyoh Tosho)
- 夏少女 (IMAX, 25 tháng 8 năm 2012)
- 天真爛漫 (25 tháng 10 năm 2012, IMAX)
- 夏少女 Part2 (22 tháng 12 năm 2012, IMAX)
- ニーハイコレクション 〜絶対領域〜 Part3 (25 tháng 2 năm 2013, IMAX)
- うぶ まりあ (IMAX, 10 tháng 4 năm 2013)
- 天真爛漫 Part2 (IMAX, 10 tháng 6 năm 2013)
- 天真爛漫 Part3 (IMAX, 10 tháng 8 năm 2013)
- まりあ日和 (10 tháng 10 năm 2013, IMAX)
- 夏少女 Part3 (10 tháng 12 năm 2013, IMAX)

### Đĩa blu-ray
- 純真無垢 〜ホワイトレーベル〜 Part5 (10 tháng 2 năm 2011, IMAX)
- ふたり。第3弾 (10 tháng 8 năm 2011, IMAX) với Sei Sachi
- 純真無垢 〜ホワイトレーベル〜 Part7 (10 tháng 11 năm 2011, IMAX)
- ニーハイコレクション 〜絶対領域〜 Part2 (IMAX, 10 tháng 3 năm 2012)
- 純真無垢 特別編 〜アニま～る〜 (IMAX, 10 tháng 5 năm 2012)
- いもうと目線 まりあとふたりっきり 目線そらすな、ボクの妹… Part3 (IMAX, 10 tháng 7 năm 2012)
- 夏少女 (IMAX, 25 tháng 8 năm 2012)
- 天真爛漫 (25 tháng 10 năm 2012, IMAX)
- いもうと目線 まりあとふたりっきり 目線そらすな、ボクの妹… Part4  (10 tháng 12 năm 2012, IMAX)
- 夏少女 Part2 (22 tháng 12 năm 2012, IMAX)
- ニーハイコレクション 〜絶対領域〜 Part3 (25 tháng 2 năm 2013, IMAX)
- うぶ まりあ (IMAX, 10 tháng 4 năm 2013)
- いもうと目線 まりあとふたりっきり 目線そらすな、ボクの妹… Part5 (IMAX, 25 tháng 5 năm 2013)
- 天真爛漫 Part2 (IMAX, 10 tháng 6 năm 2013)
- 天真爛漫 Part3 (IMAX, 10 tháng 8 năm 2013)
- まりあ日和 (10 tháng 10 năm 2013, IMAX)
- 夏少女 Part3 (10 tháng 12 năm 2013, IMAX)